# Thelonne
Pour les articles homonymes, voir Thelonne (homonymie).
Thelonne est une commune française, située dans le département des Ardennes en région Grand Est.

## Géographie
| Noyers-Pont-Maugis |            |                    |
|                    | Thelonne   | Remilly-Aillicourt |
| Bulson             | Haraucourt | Angecourt          |

### Hydrographie
La commune est dans le bassin versant de la Meuse au sein du bassin Rhin-Meuse. Elle est drainée par le ruisseau de Thelonne et le ruisseau du Fond de Tanette,.

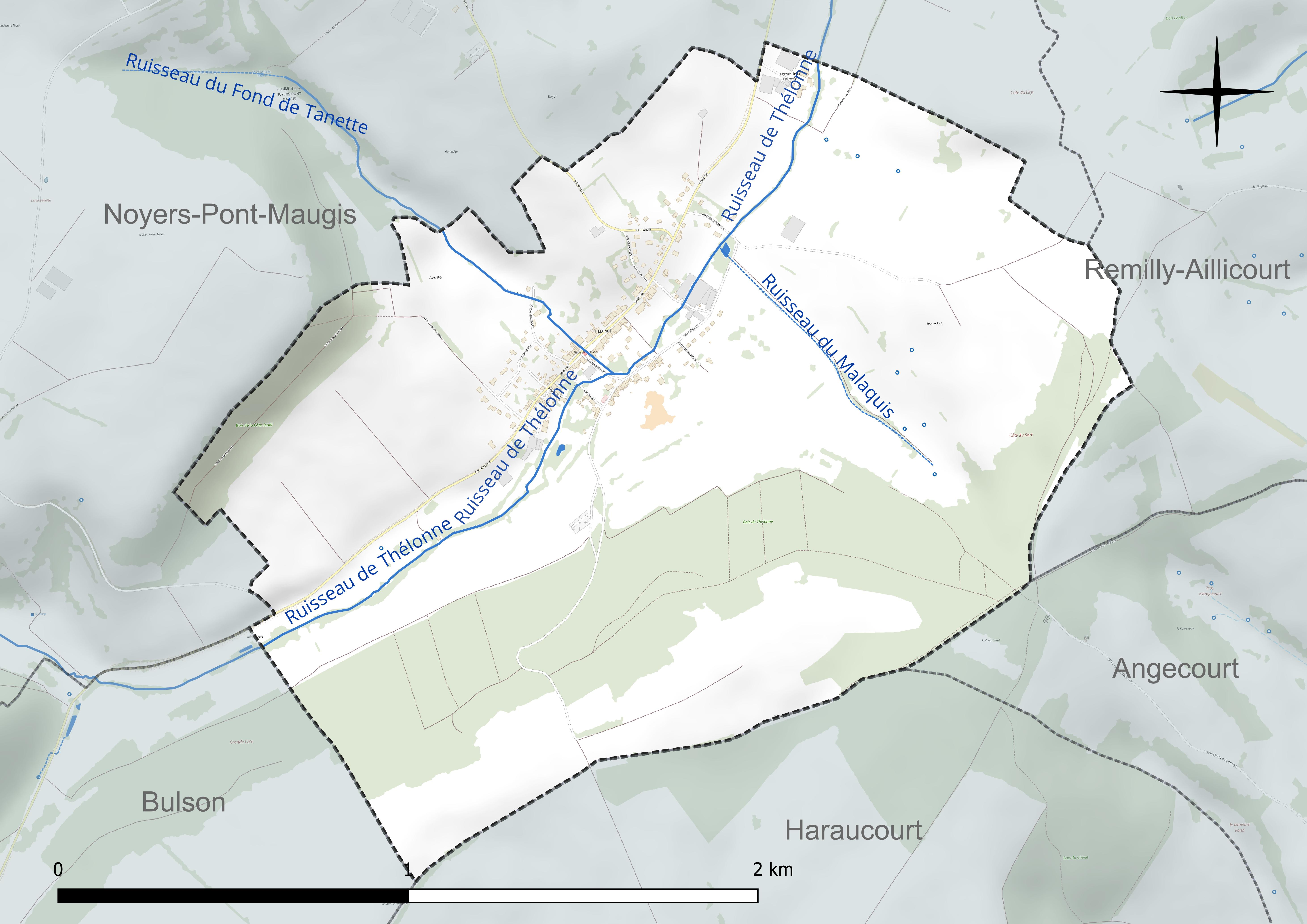
Réseau hydrographique de Thelonne.

### Climat
Pour des articles plus généraux, voir Climat du Grand Est et Climat des Ardennes.
En 2010, le climat de la commune est de type climat de montagne, selon une étude du Centre national de la recherche scientifique s'appuyant sur une série de données couvrant la période 1971-2000. En 2020, Météo-France publie une typologie des climats de la France métropolitaine dans laquelle la commune est exposée à un climat océanique altéré et est dans la région climatique  Lorraine, plateau de Langres, Morvan, caractérisée par un hiver rude (1,5 °C), des vents modérés et des brouillards fréquents en automne et hiver. 
Pour la période 1971-2000, la température annuelle moyenne est de 9,9 °C, avec une amplitude thermique annuelle de 15,8 °C. Le cumul annuel moyen de précipitations est de 944 mm, avec 13,8 jours de précipitations en janvier et 9,5 jours en juillet. Pour la période 1991-2020, la température moyenne annuelle observée sur la station météorologique de Météo-France la plus proche, « Douzy », sur la commune de Douzy à 7 km à vol d'oiseau, est de 10,5 °C et le cumul annuel moyen de précipitations est de 857,0 mm. 
La température maximale relevée sur cette station est de 40,3 °C, atteinte le 25 juillet 2019 ; la température minimale est de −14,8 °C, atteinte le 3 janvier 2004,,. 
Les paramètres climatiques de la commune ont été estimés pour le milieu du siècle (2041-2070) selon différents scénarios d'émission de gaz à effet de serre à partir des nouvelles projections climatiques de référence DRIAS-2020. Ils sont consultables sur un site dédié publié par Météo-France en novembre 2022.

## Urbanisme

### Typologie
Au 1er janvier 2024, Thelonne est catégorisée commune rurale à habitat dispersé, selon la nouvelle grille communale de densité à 7 niveaux définie par l'Insee en 2022.
Elle est située hors unité urbaine. Par ailleurs la commune fait partie de l'aire d'attraction de Sedan, dont elle est une commune de la couronne,. Cette aire, qui regroupe 31 communes, est catégorisée dans les aires de moins de 50 000 habitants,.

### Occupation des sols
L'occupation des sols de la commune, telle qu'elle ressort de la base de données européenne d’occupation biophysique des sols Corine Land Cover (CLC), est marquée par l'importance des territoires agricoles (66,3 % en 2018), en diminution par rapport à 1990 (67,7 %). La répartition détaillée en 2018 est la suivante : 
prairies (48,9 %), forêts (25,8 %), terres arables (17,4 %), zones urbanisées (7,9 %). L'évolution de l’occupation des sols de la commune et de ses infrastructures peut être observée sur les différentes représentations cartographiques du territoire : la carte de Cassini (XVIIIe siècle), la carte d'état-major (1820-1866) et les cartes ou photos aériennes de l'IGN pour la période actuelle (1950 à aujourd'hui).

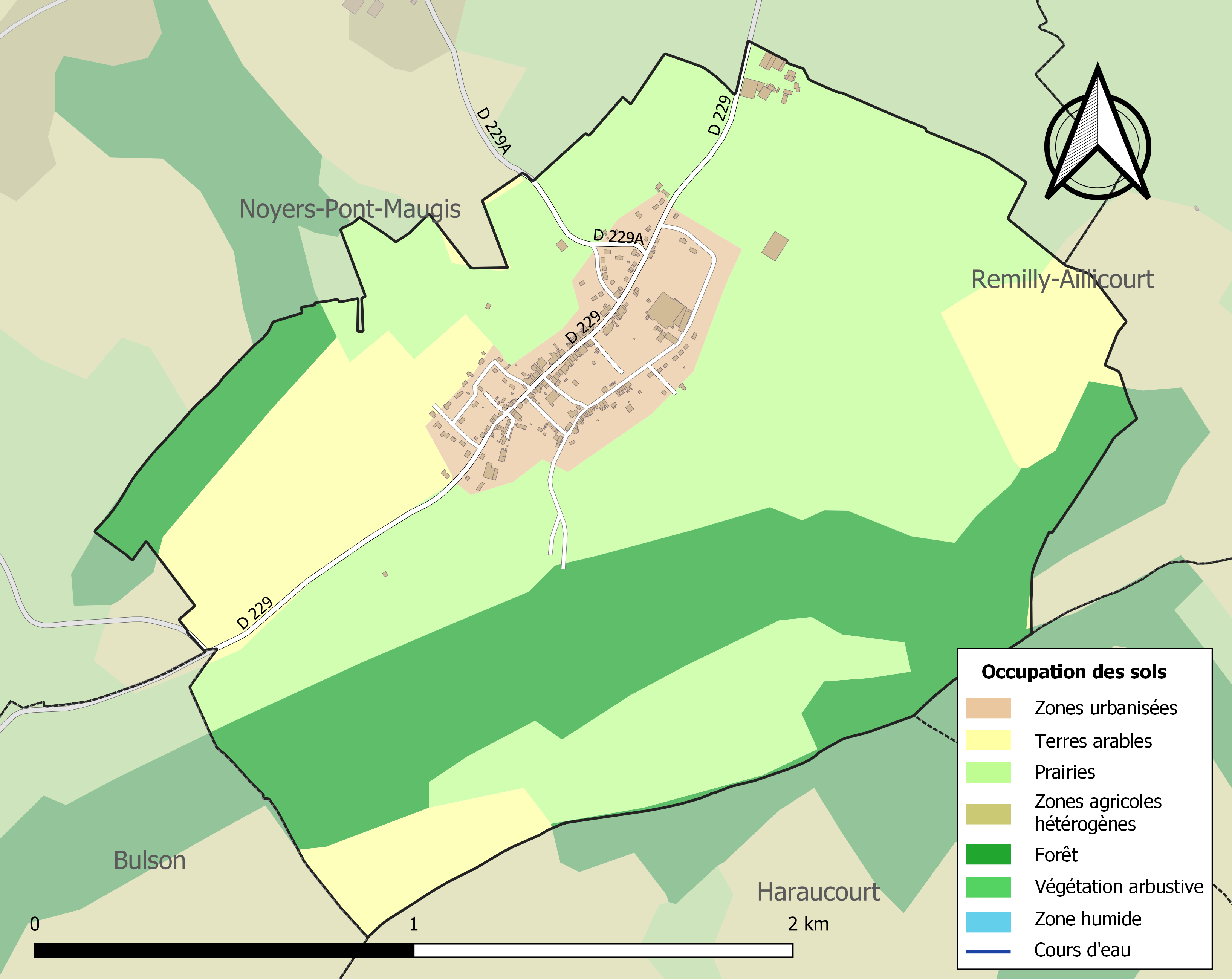
Carte des infrastructures et de l'occupation des sols de la commune en 2018 (CLC).

## Toponymie
Le nom Thelonne est dérivé du mot gaulois telon qui désigne une source ou un cours d'eau.

## Histoire
En 1248, le village est doté d'une charte plus ou moins imitée de la loi de Beaumont. Intégré à la seigneurie de Raucourt, il est rattaché à la principauté de Sedan le 29 janvier 1549, lorsque Robert IV de La Marck acquiert cette seigneurie.
Ce territoire devient progressivement une terre majoritairement protestante, à partir de l'introduction de ce culte en 1560. En 1620, il n'y a plus qu'un seul curé pour les quatre villages de Thelonne, Wadelincourt, Noyers et Bulson. Mais les deux cultes coexistent : à aucun moment, le culte catholique n'est interdit, même si les princes de Sedan se ralient à la réforme protestante. La principauté de Sedan perd son autonomie en 1642, et l'ensemble de cette principauté est dès lors de nouveau rattachée à la France. Le culte catholique est rétabli comme seul culte autorisé le 23 février 1643 par le nouveau gouverneur désigné par le Roi, Abraham Fabert. Le protestantisme ne disparaît pas pour autant en quelques mois, mais s'estompe au fil des décennies. La communauté protestante tente de maintenir des assemblées : si les règnes de Louis XIV et Louis XV sont marqués par une certaine intolérance, le climat est un peu plus ouvert sous Louis XVI, à partir de 1775. Une assemblée publique protestante se serait ainsi tenue en 1778, en plein jour, à Thelonne. Interrompue et dispersée par la force publique, sa tenue n'est pas, pour autant, suivie de sanction, bien que l'information soit remontée aux plus hautes autorités,. Une activité proto-industrielle de fabrication de papier (un «moulin à papier») existe dans le village, qui cesse son activité à la Révolution française de 1789.
La commune est occupée après la guerre de 1870, jusqu'en juillet 1873, puis pendant la Première Guerre mondiale et la Seconde. En 1940, un exode de la population avait été préparée, comme pour l'ensemble du département, et est déclenchée le 11 mai, malgré des mitraillages des routes par des avions ennemis.

## Politique et administration
| Période                                  | Période                   | Identité                                      | Étiquette | Qualité |
| ---------------------------------------- | ------------------------- | --------------------------------------------- | --------- | ------- |
| 1983                                     | 1995                      | Marcel Goût                                   |           |         |
| mars 2001                                | En cours (au 25 mai 2020) | Denis Auprêtre Réélu pour le mandat 2020-2026 |           |         |
| Les données manquantes sont à compléter. |                           |                                               |           |         |

## Démographie
L'évolution du nombre d'habitants est connue à travers les recensements de la population effectués dans la commune depuis 1886. Pour les communes de moins de 10 000 habitants, une enquête de recensement portant sur toute la population est réalisée tous les cinq ans, les populations de référence des années intermédiaires étant quant à elles estimées par interpolation ou extrapolation. Pour la commune, le premier recensement exhaustif entrant dans le cadre du nouveau dispositif a été réalisé en 2006.

En 2022, la commune comptait 404 habitants, en évolution de +0,5 % par rapport à 2016 (Ardennes : −2,97 %, France hors Mayotte : +2,11 %).
| 1886 | 1891 | 1896 | 1901 | 1906 | 1911 | 1921 | 1926 | 1931 |
| ---- | ---- | ---- | ---- | ---- | ---- | ---- | ---- | ---- |
| 443  | 513  | 415  | 396  | 389  | 377  | 286  | 348  | 356  |

| 1936 | 1946 | 1954 | 1962 | 1968 | 1975 | 1982 | 1990 | 1999 |
| ---- | ---- | ---- | ---- | ---- | ---- | ---- | ---- | ---- |
| 348  | 303  | 334  | 305  | 285  | 259  | 273  | 280  | 260  |

| 2006 | 2011 | 2016 | 2021 | 2022 | - | - | - | - |
| ---- | ---- | ---- | ---- | ---- | - | - | - | - |
| 342  | 368  | 402  | 409  | 404  | - | - | - | - |

## Lieux et monuments
Thelonne possède, un monument aux morts et une école primaire fermée depuis 2007.

## Édifice religieux
- Église Saint-Sixte.

## Héraldique
| Armes de Thelonne | Les armes de Thelonne se blasonnent ainsi : De sinople au chef pal d’or chargé en chef de trois tourteaux de gueules et en cœur d’un fuseau du même embobiné d’argent, accosté de deux colombes affrontées du même. |